# Xiashixiang (sockenhuvudort i Kina, Shaanxi, lat 34,38, long 107,07)
Xiashixiang är en sockenhuvudort i Kina. Den ligger i provinsen Shaanxi, i den nordvästra delen av landet, omkring 170 kilometer väster om provinshuvudstaden Xi'an. Antalet invånare är 16 745. Befolkningen består av 7 997 kvinnor och 8 748 män. Barn under 15 år utgör 13,0 %, vuxna 15-64 år 76 %, och äldre över 65 år 9,0 %.
Runt Xiashixiang är det mycket tätbefolkat, med 1 411 invånare per kvadratkilometer. Närmaste större samhälle är Maying, 15,3 km öster om Xiashixiang. Runt Xiashixiang är det i huvudsak tätbebyggt.
Genomsnittlig årsnederbörd är 754 millimeter. Den regnigaste månaden är september, med i genomsnitt 159 mm nederbörd, och den torraste är december, med 2 mm nederbörd.